# 約普·蘭格
約普·蘭格（荷蘭語：Joep Lange，1954年9月25日—2014年7月17日）是一名來自荷蘭的頂尖的愛滋病專家，過去幾十年致力參與愛滋病預防和治療工作，在阻断艾滋病母婴传播的方面做出巨大成就和贡献，曾任國際愛滋病學會主席。約普於1981年在阿姆斯特丹大學取得醫學士學位，並於1987年取得哲學博士學位。2006年，約普成為阿姆斯特丹大學學術醫學中心的教授。

## 逝世
2014年7月17日，他连同其他艾滋病研究专家和医护人员乘坐馬來西亞航空MH17號班機由阿姆斯特丹出發到吉隆坡的航班，原定在吉隆坡转机到墨爾本出席国际愛滋病学会的國際會議，但途经乌克兰上空时因乘坐的飞机遭俄军击落不幸逝世，享年59歲。